# Liepājai nemzetközi repülőtér
A Liepājai nemzetközi repülőtér (IATA: LPX, ICAO: EVLA) Lettország egyik nemzetközi repülőtere, amely Liepāja közelében található. Éves utasforgalma 9751 fő .

## Futópályák
A repülőtér futópályái:
- 06/24 (2002 m, 40 m, aszfalt)

## Forgalom
Az utasforgalom az elmúlt években az alábbi módon változott:
| Utasok száma | 1512 | 1572 | 32 039 | 2051 |      |      |      | 9751 | 13 835 | 100  |
|              | 2004 | 2006 | 2007   | 2009 | 2011 | 2012 | 2016 | 2018 | 2019   | 2021 |